# U-636
| U-636                      | U-636                                                          | U-636                                                          |
| -------------------------- | -------------------------------------------------------------- | -------------------------------------------------------------- |
|                            |                                                                |                                                                |
|                            |                                                                |                                                                |
|                            |                                                                |                                                                |
| Під прапором               | Третій рейх                                                    | Третій рейх                                                    |
| Спуск на воду              | 25 червня 1942 року                                            | 25 червня 1942 року                                            |
| Виведений зі складу флоту  | 21 квітня 1945 року                                            | 21 квітня 1945 року                                            |
| Сучасний статус            | затоплений                                                     | затоплений                                                     |
| Проєкт                     |                                                                |                                                                |
| Тип ПЧ                     | Торпедний ДПЧ                                                  | Торпедний ДПЧ                                                  |
| Основні характеристики     |                                                                |                                                                |
| Швидкість (надводна)       | 17,7 вузлів                                                    | 17,7 вузлів                                                    |
| Швидкість (підводна)       | 7,6 вузлів                                                     | 7,6 вузлів                                                     |
| Робоча глибина занурення   | 100 м                                                          | 100 м                                                          |
| Гранична глибина занурення | 220 м                                                          | 220 м                                                          |
| Екіпаж                     | 44 осіб                                                        | 44 осіб                                                        |
| Розміри                    |                                                                |                                                                |
| Довжина найбільша (по КВЛ) | 67,1 м                                                         | 67,1 м                                                         |
| Ширина корпусу найб.       | 6,2 м                                                          | 6,2 м                                                          |
| Висота                     | 9,6 м                                                          | 9,6 м                                                          |
| Середня осадка (по КВЛ)    | 4,70 м                                                         | 4,70 м                                                         |
| Водотоннажність надводна   | 769 т                                                          | 769 т                                                          |
| Озброєння                  |                                                                |                                                                |
| Артилерія                  | одна палубна гармата калібру 88-мм, одна 20-мм зенітна гармата | одна палубна гармата калібру 88-мм, одна 20-мм зенітна гармата |
| Торпедно- мінне озброєння  | 4 носових і один кормовий ТА. 14 торпед або 26 мін             | 4 носових і один кормовий ТА. 14 торпед або 26 мін             |

U-636 — німецький підводний човен типу VIIC, часів  Другої світової війни.
Замовлення на будівництво човна було віддане 20 січня 1941 року. Човен був закладений на верфі суднобудівної компанії «Blohm + Voss» у Гамбурзі 2 жовтня 1941 року під будівельним номером 612, спущений на воду 25 червня 1942 року, 20 серпня 1942 року увійшов до складу 5-ї флотилії. Також за час служби перебував у складі 11-ї та 13-ї флотилій.
Човен зробив 15 бойових походів, в яких потопив 1 судно.
Потоплений 21 квітня 1945 року в Північній Атлантиці північно-західніше Ірландії (55°50′ пн. ш. 10°31′ зх. д. / 55.833° пн. ш. 10.517° зх. д.) глибинними бомбами британських фрегатів «Базлі», «Друрі» та «Бентінк». Всі 42 члени екіпажу загинули.

## Командири
- Капітан-лейтенант Ганс Гільдебрандт (20 серпня 1942 — 14 лютого 1944)
- Оберлейтенант-цур-зее Ебергард Шендель (15 лютого 1944 — 21 квітня 1945)

## Потоплені та пошкоджені кораблі[3]
| Назва   | Тип           | Належність | Дата           | Тоннаж (БРТ) | Вантаж  | Статус    | Місце                                                       |
| Тбилиси | торгове судно | СРСР       | 6 вересня 1943 | 7 169        | Вугілля | потоплено | 72°35′ пн. ш. 80°36′ сх. д. / 72.583° пн. ш. 80.600° сх. д. |